# Granastrapotherium snorki
Granastrapotherium snorki — викопний вид південноамериканських копитних ссавців родини астрапотерієві (Astrapotheriidae). Вид існував у міоцені (13—12 млн років тому) в Південній Америці. Голотип знайдений у відкладеннях формації Гонда у пустелі Татакоа в Колумбії. Залишки тварин, що можуть належати цьому виду, знайдені у Венесуелі, Болівії та Перу.

## Опис
Від інших представників родини відрізняється більшими розмірами — був 5 м завдовжки та важив від 2,5 до 3,5 тонн. Інші характеристики: наявність одного премоляра, відсутність різців на обох щелепах та видозмінені ікла, що нагадують бивні слонів (у слонів бивні це видозмінені різці). Вважається, що ця тварина мала довгий хобот, що схожий на хобот слона та був найдовший серед хоботів представників ряду астрапотерії.